# Dendrobium leucohybos
Dendrobium leucohybos är en orkidéart som beskrevs av Rudolf Schlechter. Dendrobium leucohybos ingår i släktet Dendrobium, och familjen orkidéer. Inga underarter finns listade i Catalogue of Life.